# نوبورو کانه‌کو
- نوبورو کانه‌کو (انگلیسی: Noboru Kaneko؛ زادهٔ ۱۸ اکتبر ۱۹۷۴ در ناکازاکی، استان ناکازاکی) بازیگر اهل ژاپن است. او از دانشگاه معماری ناکازاکی فارغ اتحصیل شد. او بیشتر برای بازی در نقش کاکرو شیشی در Hyakujuu Sentai Gaoranger شناخته شده است. وی از سال ۱۹۹۹ میلادی تاکنون مشغول فعالیت بوده‌است.